# Nerozebíratelný spoj

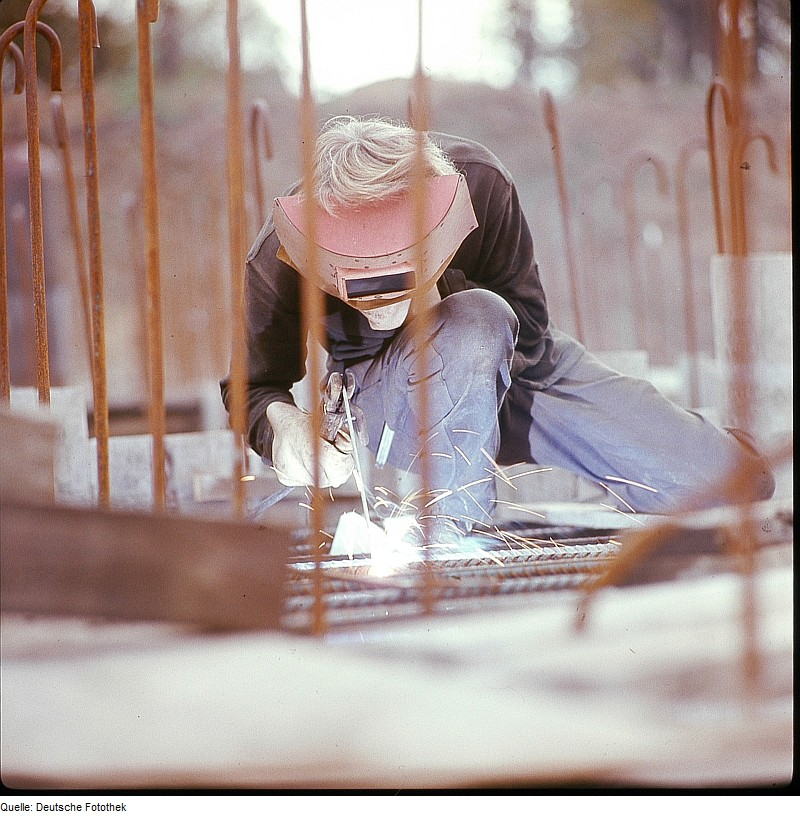
Vytváření nerozebíratelného spoje svařováním

Nerozebíratelný spoj je takový mechanický spoj, který nelze rozebrat a opět složit, aniž by došlo k jeho poškození. Typickým příkladem je spoj svařovaný, pájený, lepený nebo nýtovaný. Speciálním případem je smykové spojení ocelobetonových konstrukcí, které je tvořeno zabetonovanými smykovými svorníky (trny). Nerozebíratelný spoj lze též vytvořit nalisováním dvou součástí o různé teplotě.